# 波爾沃河

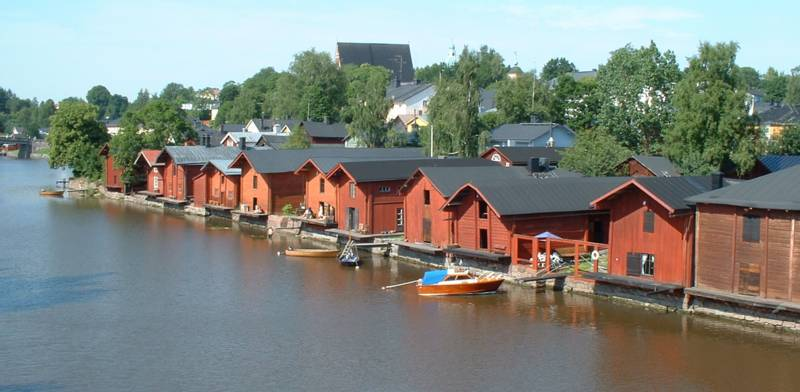
波尔沃市区内河畔的木头房子

波爾沃河（芬蘭語：Porvoonjoki）是芬蘭的河流，發源自薩爾保斯冰磧嶺，最終注入芬蘭灣，河道全長143公里，流域面積1,271平方公里，平均流量每秒13立方米，河畔城鎮有波爾沃。